# Whirinaki Te Pua-a-Tāne Conservation Park

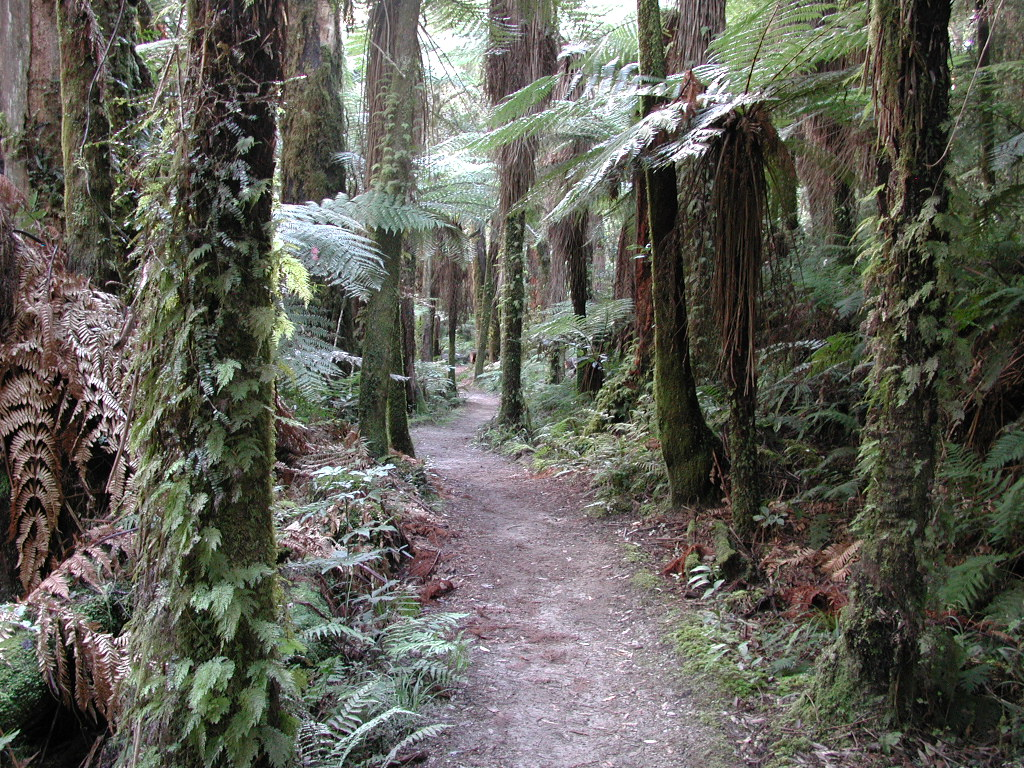
Boomvarenbos in het Whirinaki Te Pua-a-Tāne Conservation Park

 Whirinaki Te Pua-a-Tāne Conservation Park  is een beschermd natuurgebied op het Noordereiland van Nieuw-Zeeland. 
Whirinaki Te Pua-a-Tāne is Māori voor: vertrouw op de overvloed van Tāne; en Tāne is de god van het woud (en de vogels).
In het gebied leefde eeuwenlang de Ngāti Whare, de lokale iwi (stam). 
In de jaren 70 van de twintigste eeuw was het gebied het strijdtoneel van natuurbeschermers tegen de houtverwerkende industrie. Die strijd is gewonnen door de natuurbeschermers, waardoor het gebied ook heden ten dage nog bekend staat als een van de laatste grote stukken bos, waar de inheemse Podocarpus-soorten groeien en tot volledige wasdom zijn gekomen. 

## Ligging
Het Whirinaki Te Pua-a-Tāne Conservation Park ligt ingeklemd tussen het Kaingaroa Forest, het grote aangeplante bos aan de westzijde en Te Urewera, het grondgebied van de Tūhoe, de 'kinderen van de mist', aan de oostkant. Het heeft een oppervlakte van 55.000 ha. 
Het gebied ligt 90 km zuidwestelijk van Rotorua en is van daaruit te bereiken via State Highway 38, die van Wai-O-Tapu door het Kaingaroa Forest langs Murupara loopt. In Murupara was ook een bezoekerscentrum van het Nieuw-Zeelandse 'Department of Conservation', dat in het gebied beheerstaken uitvoert, de paden onderhoudt en de toegang tot de berghutten regelt. Tegenwoordig moeten pasjes voor de hutten worden aangevraagd via de i-site (de lokale VVV van Rotorua of Opotiki.
Twintig kilometer voorbij Murupara, in Te Whaiti, takt de Minginui Road af van de SH38. De laatste loopt als onverharde weg door Te Urewera en het Waikaremoanameer naar Wairoa (plaats) aan de oever van Hawke Bay.
Het dorpje Minginui ligt verderop aan de Minginui Road, en is omsloten door het Whirinaki Te Pua-a-Tāne Conservation Park. 
Iets voorbij Minginui, aan de River Road, is de parkeerplaats waar de meeste wandelingen door het park vertrekken. 

## Geschiedenis
De Māori leven al vele honderden jaren in het gebied. De leden van de lokale iwi (stam) Ngāti Whare beschouwen zichzelf als de voogden van het Whirinaki Te Pua-a-Tāne Conservation Park. Veel plaatsen in het gebied worden als heilig beschouwd en herbergen schatten (taonga). De band van de  Māori met het bos is een spirituele. Whirinaki beschermt en behoedt het volk, en de legenden over het verleden. Het bos wordt traditioneel beschouwd als bron van voedsel (pātaka kai) en kruiden en bouwmateriaal voor culturele doeleinden (traditioneel houtsnijwerk in de gemeenschappelijke ontmoetingsruimten).
De eerste blanke (Pākehā) die het gebied bezocht was William Colenso. Hij was in 1842 in Te Whaiti. In 1885 vonden de eerste verkenningen plaats voor de aanleg van State Highway 38. Vanwege tegenstand die de Tūhoe in Te Urewera boden, werd in 1889 in Te Whaiti een politie-bureau ingericht. In datzelfde jaar begon Elsdon Best, bekend historicus, er een winkel.  
In 1928 werd een begin gemaakt met het kappen van hout. Aanvankelijk vooral tōtara. Kort daarna verrezen de eerste houtverwerkende bedrijven en werd het dorp Minginui gesticht. Er werden steeds grotere hoeveelheden bomen gekapt, tot 30.000 m2 per jaar. Er waren op een gegeven moment drie houtzagerijen in Minginui. Op de plaats waar de langzaam groeiende inheemse bomen hadden gestaan, werden snelgroeiende exoten geplant, zoals de Montereyden Pinus radiata. 
Aan het eind van de jaren 1970 werkten ongeveer 130 personen in de bosbouw in Whirinaki.
Maar de tijden veranderden. In 1975 fuseerden de drie houtzagerijen en rond 1978 ontstond een publiek debat over de toekomst van het bos. Natuurbeschermers voerden een actieve campagne om het oogsten van inheemse bomen te stoppen. Dat leidde ertoe dat in 1985 de regering besloot om een einde te maken aan het omhakken van inheemse bomen. Twee jaar later werd er geen inheemse boom meer geveld in Whirinaki.
Tegenwoordig is het beheer van het park een gezamenlijke verantwoordelijkheid van het 'Department of Conservation' en de Ngāti Whare.

## Flora en fauna
De Nieuw-Zeelandse ecoloog David Bellamy noemt in zijn boek Moa's Ark de Podocarpus-bomen van Whirinaki de erfgenamen van het 163 miljoen jaar oude prehistorische bos uit de tijd van de dinosauriërs. Het gaat in dit bos, de laatste vijf procent van de dichte, wouden met de bomen met de zware stammen op de wereld, om de 'grote vijf':  
- de tōtara Podocarpus totara,
- de kahikatea Dacrycarpus dacrydioides,
- de rimu Dacrydium cupressinum,
- de matai Prumnopitiys taxifolia,
- de miro Prumnopitys ferruginea.

De Podocarpus-soorten groeien in de lagere delen van het gebied. In de hoger gelegen bossen domineren de schijnbeuken Nothofagus. 
Behalve de Podocarpus-soorten is de noordelijke rata Metrosideros robusta een kenmerkende boom in het gebied. Deze begint zijn leven als epifyt hoog in een andere boom, maar de wortels groeien naar de grond en zullen uiteindelijk de waardboom in een wurggreep nemen. De rata kan dan uitgroeien tot een boom van 25 meter hoog met een stam van 2,50 m. doorsnee. Rata wordt ernstig bedreigd door de geïmporteerde voskoesoe (in Nieuw-Zeeland 'possum' genoemd).
Er komen veel bijzondere vogelsoorten voor in het Whirinaki Te Pua-a-Tāne Conservation Park, zoals de Noordereilandkiwi Apteryx mantelli, de geelvoorhoofdkakariki Cyanoramphus auriceps en de roodvoorhoofdkakariki C. novaezelandiae, de kaka Nestor meridionalis en de whio (blauwe eend) Hymenolaimus malacorhynchos.

## Recreatie
Het Whirinaki Te Pua-a-Tāne Conservation Park biedt vele mogelijkheden tot het maken van (korte en meerdaagse) wandelingen. De gemarkeerde dagwandelingen variëren van een kwartier tot vier uur. De meerdaagse 'Whirinaki Track' bestaat uit 6 delen, elk van 3 of 4 uur. Onderweg zijn hutten waar kan worden overnacht. Zo zijn er in het gebied nog wel meer lange tochten uitgezet.
In het park zijn ook mountainbike routes uitgezet.